# Northern 300 1971
Schaefer 300 1971 var ett stockcarlopp ingående i Nascar Winston Cup Series (nuvarande Nascar Cup Series) som kördes 18 juli 1971 på den 1,5 mile (2,414 km) långa ovalbanan Trenton Speedway i Trenton i New Jersey. Totalt avverkades 300 miles (482,803 km) fördelat på 200 varv. Banunderlaget var asfalt. Loppet vanns av Richard Petty i en Plymouth på tiden 2:29.34 körandes för Petty Enterprises. Pettys snitthastighet var 120,347 mph. Det var Pettys 132:a vinst av totalt 200 i karriären. Prispotten uppgick till 28 890 dollar, varav 6 760 dollar gick till segraren.

## Resultat
| Plc     | Nr | Förare            | Team/ bilägare     | Konstruktör | Start | Varv | Ledda varv |
| ------- | -- | ----------------- | ------------------ | ----------- | ----- | ---- | ---------- |
| 1       | 43 | Richard Petty     | Petty Enterprises  | Plymouth    | 2     | 200  | 128        |
| 2       | 06 | Buddy Baker       | Neil Castles       | Dodge       | 6     | 200  | 34         |
| 3       | 12 | Bobby Allison     | Holman Moody       | Ford        | 4     | 199  | 25         |
| 4       | 2  | Dave Marcis       | Marcis Auto Racing | Dodge       | 5     | 198  | 2          |
| 5       | 6  | Pete Hamilton     | Owens Racing       | Plymouth    | 3     | 198  | 11         |
| 6       | 39 | Friday Hassler    | Friday Hassler     | Chevrolet   | 1     | 193  | 0          |
| 7       | 90 | Bill Dennis       | Donlavey Racing    | Mercury     | 9     | 193  | 0          |
| 8       | 60 | Maynard Troyer    | Nagle Racers       | Mercury     | 8     | 191  | 0          |
| 9       | 48 | James Hylton      | Hylton Engineering | Ford        | 10    | 190  | 0          |
| 10      | 91 | Bill Chevalier    | Junior Fields      | Chevrolet   | 36    | 188  | 0          |
| 11      | 24 | Cecil Gordon      | Gordon Racing      | Mercury     | 12    | 187  | 0          |
| 12      | 30 | Walter Ballard    | Ballard Racing     | Ford        | 21    | 185  | 0          |
| 13      | 10 | Bill Champion     | Champion Racing    | Ford        | 7     | 184  | 0          |
| 14      | 41 | Ken Meisenhelder  | Ken Meisenhelder   | Chevrolet   | 32    | 183  | 0          |
| 15      | 67 | Elmo Langley      | Ron Ronacher       | Ford        | 23    | 183  | 0          |
| 16      | 47 | Raymond Williams  | Williams Racing    | Ford        | 31    | 183  | 0          |
| 17      | 70 | J.D. McDuffie     | McDuffie Racing    | Mercury     | 30    | 181  | 0          |
| 18      | 8  | Ed Negre          | Negre Racing       | Ford        | 19    | 181  | 0          |
| 19      | 34 | Wendell Scott     | Scott Racing       | Ford        | 25    | 178  | 0          |
| 20      | 86 | Bobby Mausgrover  | Neil Castles       | Dodge       | 34    | 177  | 0          |
| 21      | 13 | Eddie Yarboro     | Eddie Yarboro      | Plymouth    | 38    | 173  | 0          |
| 22      | 40 | D.K. Ulrich       | Jasper Motorsports | Ford        | 37    | 171  | 0          |
| 23      | 74 | Bill Shirey       | Bill Shirey        | Plymouth    | 35    | 167  | 0          |
| 24      | 03 | Tommy Gale        | Larry Jackson      | Mercury     | 26    | 163  | 0          |
| 25      | 45 | Bill Seifert      | Seifert Racing     | Ford        | 24    | 148  | 0          |
| 26      | 26 | Earl Brooks       | Brooks Racing      | Ford        | 28    | 144  | 0          |
| 27      | 88 | Ron Keselowski    | Lubinski Racing    | Dodge       | 13    | 121  | 0          |
| 28      | 5  | Doc Faustina      | Faustina Racing    | Plymouth    | 22    | 104  | 0          |
| 29      | 25 | Jabe Thomas       | Robertson Racing   | Plymouth    | 15    | 98   | 0          |
| 30      | 4  | John Sears        | John Sears         | Dodge       | 29    | 97   | 0          |
| 31      | 49 | G.C. Spencer      | GC Spencer Racing  | Plymouth    | 14    | 72   | 0          |
| 32      | 68 | Larry Baumel      | Allan Schlauer     | Ford        | 20    | 54   | 0          |
| 33      | 19 | Henley Gray       | Gray Racing        | Ford        | 17    | 47   | 0          |
| 34      | 64 | Dick May          | Gray Racing        | Mercury     | 16    | 44   | 0          |
| 35      | 77 | Charlie Roberts   | Roberts Racing     | Ford        | 11    | 43   | 0          |
| 36      | 96 | Richard Childress | Garn Racing        | Chevrolet   | 40    | 34   | 0          |
| 37      | 79 | Frank Warren      | Warren Racing      | Dodge       | 27    | 19   | 0          |
| 38      | 15 | Ed Hessert        | Ed Hessert         | Plymouth    | 18    | 14   | 0          |
| 39      | 23 | Neil Castles      | Robertson Racing   | Ford        | 33    | 2    | 0          |
| 40      | 73 | Jerry Churchill   | Churchill Racing   | Ford        | 39    | 2    | 0          |
| Källor: |    |                   |                    |             |       |      |            |